# Otto Stadling
Otto Stadling, född 15 mars 1909 i Torps församling, Västernorrlands län, död 28 december 1995 i Torp, var en svensk hemmansägare och politiker.
Stadling var ledamot av riksdagens första kammare från 1965, invald i Västernorrlands läns och Jämtlands läns valkrets.